# Smokin Jo
Joanne Joseph, connue sous le nom de scène Smokin Jo, est une disc jockey et producteur de musique électronique britannique.
Elle est la seule femme à avoir être lauréat du prix du disc jockey no 1 décerné par DJ Magazine.